# Károly Koffán

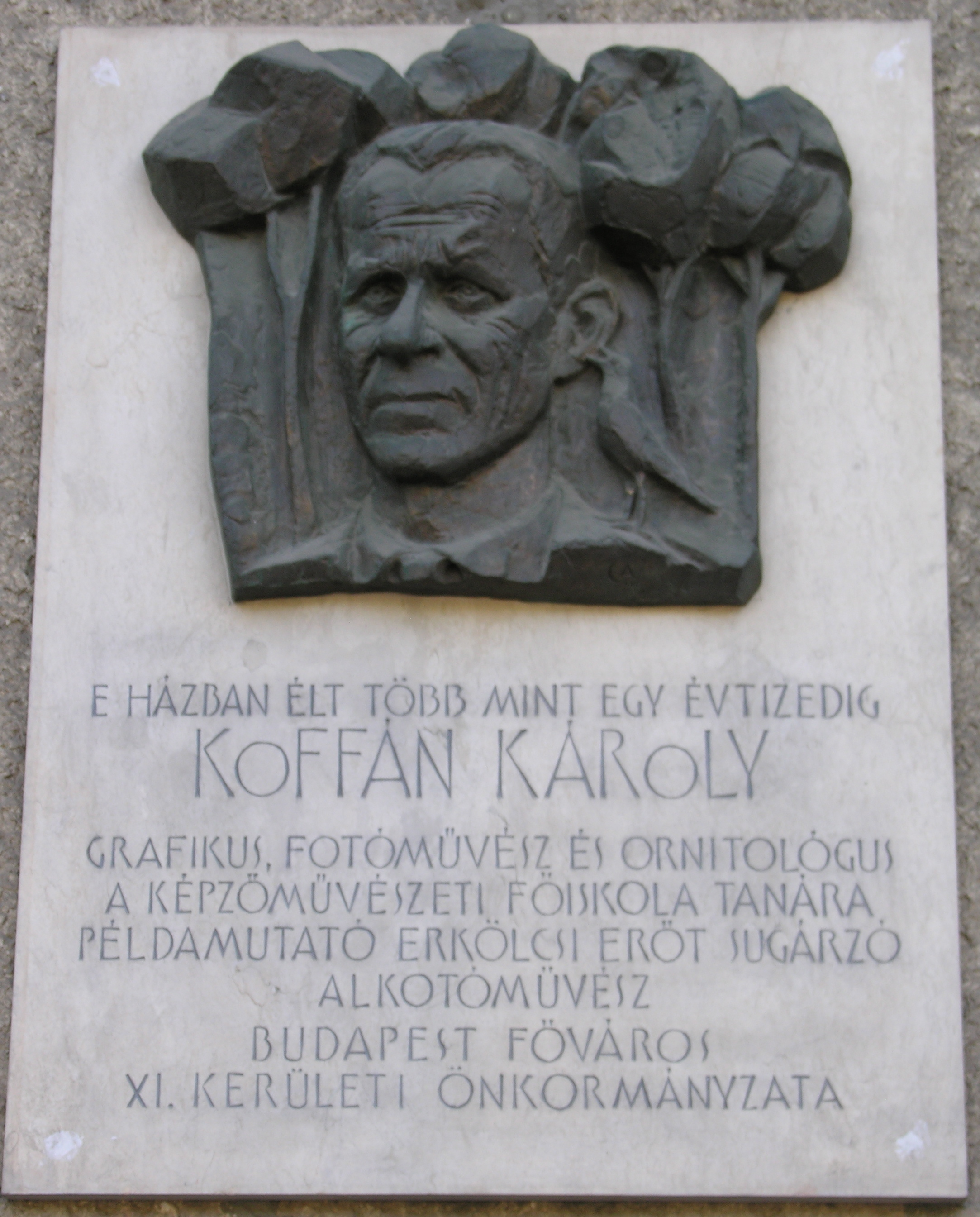
Károly Koffán

Károly „Charles“ Koffán (* 1909 in Geresd; † 1985 ebenda) war ein ungarischer Künstler, Kunstlehrer und Professor an der  Ungarischen Akademie der Bildenden Künste in Budapest. 
Während der  Okkupation Ungarns durch Deutschland 1944 bis 1945 bewahrte er jüdische Mitbürger vor dem Abtransport in Konzentrationslager, indem er sie in seiner Kunstschule und Wohnung versteckte und ihnen falsche Papiere besorgte.

## Leben
In den dreißiger Jahren emigrierte er mit seiner Frau nach Paris, arbeitete dort als Marionettenbauer und führte ein reges soziales Leben in linksintellektuellen, künstlerischen Kreisen. 1940 zog es ihn zurück nach Budapest und er gründete im Stadtzentrum die Freie Kunstschule am Elisabeth-Platz, in die er die Pariser Ideen einer freien Erziehung einfließen ließ. Bekanntere Schülerinnen und Schüler von Koffán waren u. a. Edith Weinberger und Klára Szilárd sowie László Ridovics und André Mészáros.
Durch die deutsche Besetzung Ungarns im März 1944, auf die eine große Verhaftungswelle folgte, beschloss Koffán zusammen mit Lajos Szentiványi, Lehrer an der Schule, Widerstand zu leisten und mit friedlichen Mitteln möglichst viele Menschen zu retten. In den Räumen seiner Kunstschule aber auch seiner eigenen Wohnung, in welcher er mit seiner Frau und seinen Kindern lebte, versteckte er mehrere ihm bekannte wie unbekannte Juden und andere Verfolgte.
Durch sein zeichnerisches Geschick war es ihm möglich, jede Handschrift perfekt zu imitieren, so dass selbst der vermeintliche Urheber der Unterschrift sie nicht von der eigenen unterscheiden konnte, wodurch die gefälschten Dokumente nie als solche aufgedeckt wurden.
Nach dem Krieg wurde Koffán Professor an der  Ungarischen Akademie der Bildenden Künste in Budapest. Nach dem  Aufstand von 1956 verlor er seine Professur. Daraufhin gab er das Zeichnen weitestgehend auf und spezialisierte sich auf das Fotografieren von Vögeln.

## Werke
- De profundis, 32 gravures sur bois et linoléum; Paris 1934–39; Vorwort von François Gachot; Eigenverlag, Budapest 1940
- Vögel vor der Kamera, Corvina Verlag, Budapest 1961
- Koffán Károly : Retrospective,  Magyar Nemzeti Galéria, Budapest, 1980 (Ausstellung organisiert von Éva Pénzes)

## Dokumentarfilm
- Laurent Kruppa: Die Kunst des Widerstands – die Freie Kunstschule von Károly Koffán, DE/HU/IL, Dokumentarfilm (in Arbeit).